# Wellsville (Utah)
Pour les articles homonymes, voir Wellsville.
Wellsville est une municipalité américaine située dans le comté de Cache en Utah.
Lors du recensement de 2010, sa population est de 3 432 habitants. La municipalité s'étend alors sur une superficie de 6,61 milles carrés (17,12 km2).

## Histoire
La localité est fondée en 1856 sous le nom de Maughan’s Fort, en l'honneur d'une famille faisant partie de ses premiers habitants. En 1859, elle est renommée Wellsville, en l'honneur de Daniel H. Wells, un conseiller de Brigham Young. Wellsville est un temps le siège du comté de Cache — dont elle est la plus ancienne ville — avant que celui-ci ne soit transféré à Logan en 1860. Elle devient une municipalité en 1866 et élit William H. Maughan comme maire.
Le tabernacle de la Wellsville, de style néo-gothique, est construit entre 1902 et 1908. Propriété de la municipalité depuis 1981, il est inscrit au Registre national des lieux historiques.